# Guillermo Ortiz Mondragón
Guillermo Rodrigo Teodoro Ortiz Mondragón (* 13. März 1947 in Toluca; † 14. September 2021 in Cuautitlán Izcalli) war ein mexikanischer Geistlicher und römisch-katholischer Bischof von Cuautitlán.

## Leben
Guillermo Ortiz Mondragón empfing nach seinem Studium der Philosophie und Theologie am Konzilsseminar in Tlalpan am 15. Dezember 1974 die Diakonweihe und am 5. Juni 1976 die Priesterweihe. Er war ab 1984 Lehrer für Pastoral am Institut für Priesterausbildung des Erzbistums Mexiko (IFSAM). 1987 wurde er zum Studium der Psychologie an der Päpstlichen Salesianer-Universität in Rom zugelassen, wo er Erziehungswissenschaften und Psychologie studierte. Seit 1992 war er Professor an der Päpstlichen Universität von Mexiko und unterrichtete Spiritualität an der Theologischen Fakultät und am Pastoralinstitut. Er war Regens des Seminario Conciliar de México.
Papst Johannes Paul II. ernannte ihn am 29. Januar 2000 zum Titularbischof von Nova Barbara und Weihbischof in Mexiko. Die Bischofsweihe spendete ihm der Erzbischof von Mexiko, Norberto Kardinal Rivera Carrera, am 4. März desselben Jahres; Mitkonsekratoren waren Justo Mullor García, Apostolischer Nuntius in Mexiko, und Ricardo Manuel Watty Urquidi MSpS, Bischof von Nuevo Laredo. Er war Generalvikar des Erzbistums Mexiko und Bischofsvikar von Santa Maria de Guadalupe sowie Vorsitzender der Bischöflichen Kommission für die Pastoral der sozialen Kommunikationsmittel der mexikanischen Bischofskonferenz.
Am 19. Oktober 2005 wurde er zum Bischof von Cuautitlán ernannt und am 23. November desselben Jahres in das Amt eingeführt. Im November 2013 übernahm er die Leitung einer Arbeitsgruppe über die menschliche Mobilität in der Kommission für Soziale Seelsorge der Bischofskonferenz von Mexiko, die auch die Aufmerksamkeit für Migranten umfasste.
Ortiz Mondragón starb nach einer Operation und nachfolgenden gesundheitlichen Problemen im Alter von 74 Jahren.